# Panorama „Epopeja pleweńska 1877”
Panorama „Epopeja pleweńska 1877” (bułg. Панорама „Плевенска епопея 1877”) – muzeum w bułgarskim mieście Plewen poświęcone wyzwoleniu Bułgarii spod panowania osmańskiego, otwarte 10 grudnia 1977 roku. Znajduje się na liście „100 obiektów turystycznych Bułgarii”.

## Opis
Muzeum znajduje się na terenie parku Skobielewa, nazwanego tak na cześć rosyjskiego generała Michaiła Skobielewa – uczestnika wojny rosyjsko-tureckiej (1877–1878) i jednego z wyzwolicieli Bułgarii. Budynek panoramiczny w kształcie ściętego stożka o wysokości 47 metrów, wsparty na czterech stylizowanych bagnetach, zaprojektowało dwóch bułgarskich architektów. Nad ekspozycją muzealną składającą się z czterech sal (wprowadzającej, panoramicznej, dioramy i końcowej), pracowało jedenastu artystów radzieckich i dwóch bułgarskich.
W sali wprowadzającej znajduje się sześć obrazów o wymiarach 4 × 3,60 metrów związanych z historią Bułgarii i wojną rosyjsko-turecką: osmańskie jarzmo, powstanie kwietniowe Bułgarów w roku 1876, wiec w Petersburgu w obronie narodu bułgarskiego, przekroczenie Dunaju przez Cesarską Armię Rosyjską, obronę Chorągwi Samarskiej i bitwę pod Szipką.
W sali panoramicznej znajduje się malarska panorama o wymiarach 115 × 15 metrów, przedstawiająca trzeci szturm wojsk rosyjskich i rumuńskich na Plewen 11 września 1877 roku. Atak był najbardziej dramatycznym momentem bitwy pod Plewną – po kilku nieudanych próbach wojskom rosyjsko-rumuńskim udało się zdobyć dwie linie okopów i jedną redutę. 
W trzeciej sali znajduje się diorama o wymiarach 17 × 5 metrów przedstawiająca nieudane przebijanie się wojsk tureckich przez pierścień rosyjskiej blokady nad rzeką Wit 10 grudnia 1877 roku.
Dwa obrazy w ostatniej sali o wymiarach 4 × 3,60 metrów, poświęcone są kapitulacji Osmana Nuriego-Paszy i zimowemu przejściu armii rosyjskiej przez Bałkany. Oprócz tego znajdują się w niej mundury wojskowe, broń i artyleria z wojny rosyjsko-tureckiej (1877–1878).

## Wybrane fragmenty panoramy

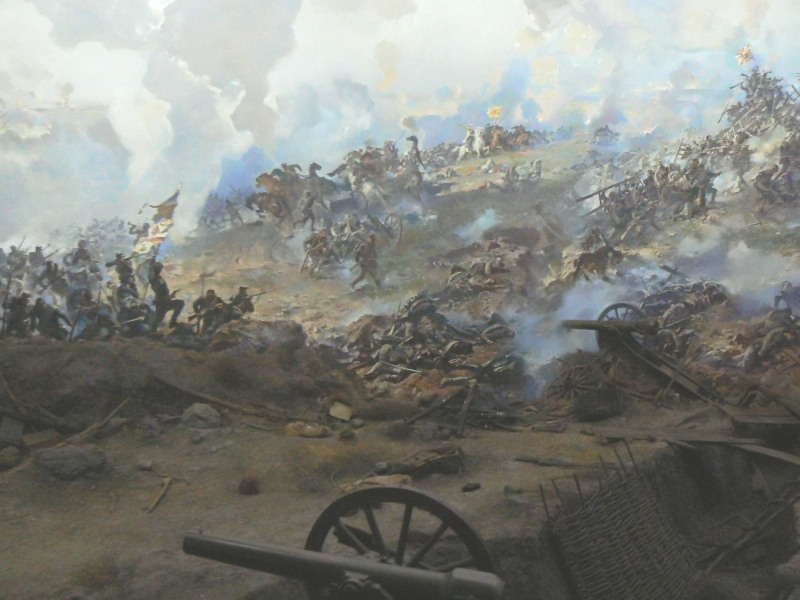
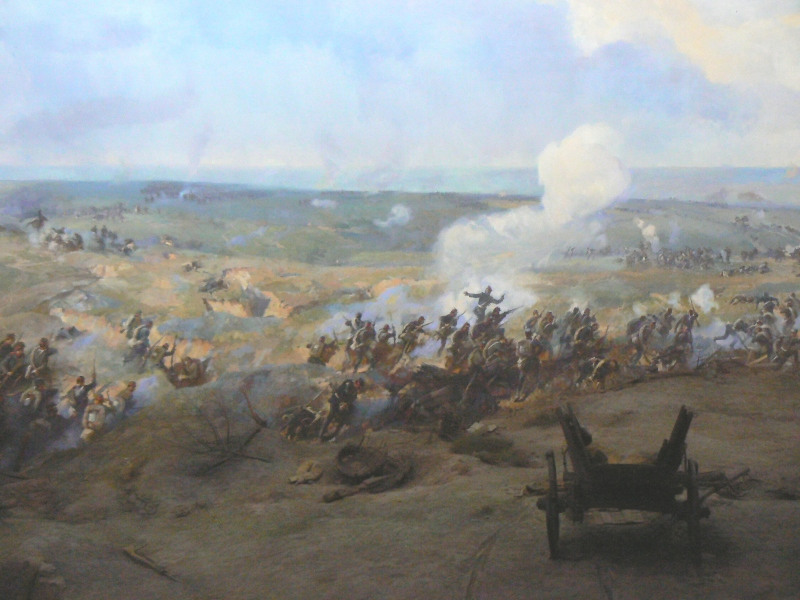
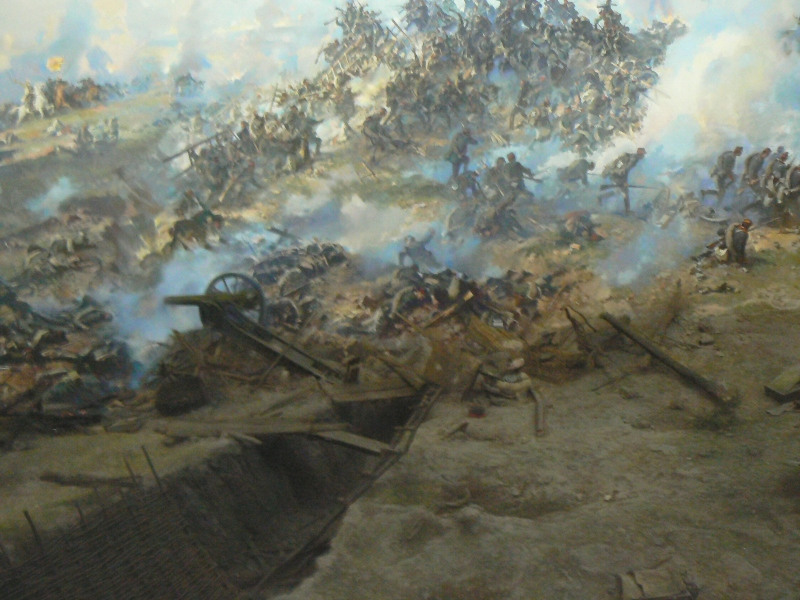
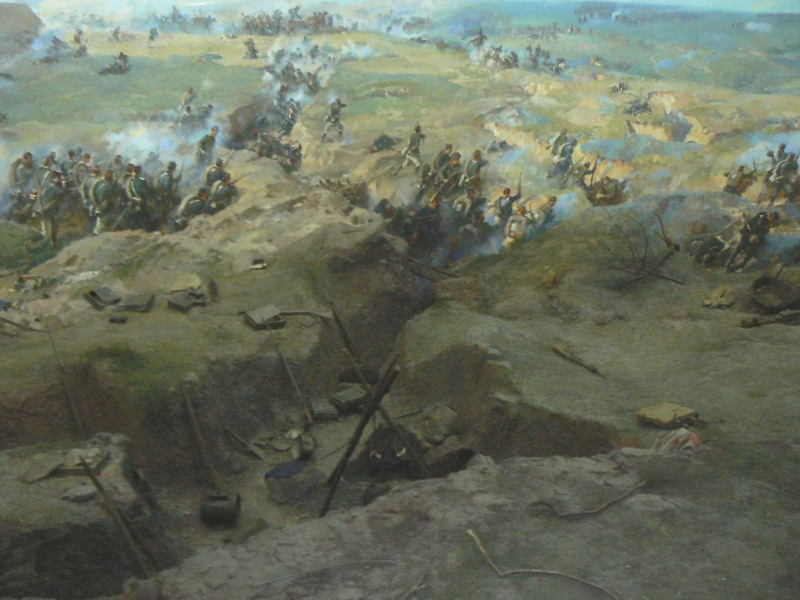